# Hrčavka
Hrčavka är ett vattendrag i Bosnien och Hercegovina.   Det ligger i entiteten Republika Srpska, i den sydöstra delen av landet, 60 km sydost om huvudstaden Sarajevo.
Omgivningarna runt Hrčavka är en mosaik av jordbruksmark och naturlig växtlighet. Runt Hrčavka är det ganska tätbefolkat, med 67 invånare per kvadratkilometer.